# Gabriel Zendel
 (mars 2015).
Gabriel Zendel, né le 6 janvier 1906 à Jezov (Empire austro-hongrois) et mort le 29 septembre 1992 à Paris 10e, est un peintre et lithographe français. Il est l'un des représentants de l'École de Paris.

## Biographie

### Enfance et formation
Gabriel Zendel naît le 6 janvier 1906 à Jezov dans l'Empire austro-hongrois (aujourd’hui Ježovy en République tchèque) dans une famille d’origine polonaise. Son père Joseph Zendel exerce le métier de relieur, sa mère est Ryfka Jaskerowicz. Il est l’aîné de trois enfants. Ses deux sœurs reçoivent les prénoms de Josée et Jenny. Sa vocation de dessinateur et de peintre se manifeste dès l’enfance et sera toujours encouragée par ses parents : « son père est relieur : il trouve grâce à lui un climat favorable à ses goûts esthétiques » confirme René Barotte. La famille s’installe à Paris où Joseph ouvre avec succès un atelier de reliure d’art dans l'avenue Jean-Jaurès. Gabriel Zendel continue d'y puiser le goût du travail artisanal auquel il réserve une part très significative dans son œuvre : en 1920, précise Nadine Nieszawer, il est l'assistant de son père tout en ayant son chevalet dans l'arrière boutique.
1925-1929 : il entre à l’Institut d’Esthétique Contemporaine, où Paul Bornet lui donnera, dans toutes les techniques du métier, une solide formation (notamment la gravure sur cuivre, la gravure sur bois et le tirage des épreuves) qui sera interrompue par le service militaire au Maroc en 1926-1927. Par la suite, en dehors de la peinture à l’huile, il pratique aussi bien le dessin, l’aquarelle, la gouache, la gravure, la lithographie et jusqu’à la céramique.
En 1940, arrêté par les Allemands, il s’évade, passe la ligne de démarcation et s’installe à Cannes où il est accueilli par son ami le baron Raymond de Balazy et son épouse Suzanne. Il est de retour à Paris en 1944. À partir de 1945, il commence à passer ses étés dans la famille de son épouse dont la mère lui prête une petite maison dans sa propriété de Ris-Orangis.

### Vie de famille
Le 28 décembre 1939, il épouse Agathe Schneider, modiste, à la Mairie du Paris 8e. Ils n’auront pas d’enfants.

### Étapes de sa vie de peintre
En 1948 et 1949, il effectue un voyage décisif à New York où il entre en relation avec la Galerie Durand-Ruel.
En 1951, il s'installe dans un grand atelier de la cité Montmartre-aux-artistes, au 189 de la rue Ordener, où il résidera jusqu'à la fin. Dès lors, sa peinture, définitivement figurative, séduit un certain nombre de collectionneurs auxquels il vendra ses toiles directement, même si par la suite ils pourront aussi les trouver en galerie.
En 1951 également, il commence à passer de longs séjours dans un petit village de Bourgogne, dans la famille de son épouse.
En 1959, il fait un long séjour à Venise, dans un des hôtels de la riva dei Schiavoni, en compagnie de son épouse. En 1960, il fait l’acquisition d’une belle maison de campagne dans le village de Clamerey, en Bourgogne, où il résidera désormais au printemps et en été, consacrant tout son temps à la peinture dans un grand atelier ouvert sur la nature. De tempérament casanier, et se plaisant par-dessus tout dans le cadre très chaleureux de ses demeures, il renonce aux voyages dès 1966, et mène alors une vie agréable entouré de ses proches. Il a notamment de longues conversations avec son neveu, le docteur Claude Franceschi.
En 1988, à l’approche du grand âge, il vend sa maison de Clamerey et passe alors l’été et les fêtes en Bourgogne, dans la famille de la sœur de son épouse, Wilhelmine, femme du producteur de films Henri Bérard, grand admirateur de son œuvre.

### Décès
Le 29 septembre 1992, Gabriel Zendel meurt subitement dans le 10e arrondissement de Paris. Son épouse Agathe s’éteint en 2002, ses deux sœurs en 1995 et 2003, également sans enfants.

## Travaux

### Périodes dans l'œuvre
L'œuvre de Zendel connaît trois phases :
- une période classique mais nimbée d'une atmosphère étrange, dans les années 1930 ;
- une période post-cubiste mais également influencée par le fauvisme, des années 1940 au milieu des années 1950 ;
- une période de Clamerey, d'une durée de très loin la plus longue, représentant l'épanouissement de ses recherches et comportant notamment un travail tout à fait exceptionnel sur la matière, du milieu des années 1950 à la fin.

### Illustrations d'ouvrages
- Cirque, vingt-cinq estampes en noir originales numérotées, réunies sous emboîtage, texte de Léon-Paul Fargue, édition aux dépens de Gabriel Zendel, 1947.
- Albert Bayet, Julien Benda, Edmond Fleg, Stanislas Fumet, Justice, illustrations de Gabriel Zendel, Cooped éditeur, Saint-Julien-du-Sault, 1947.
- Wladimir Rabi (préface d'André Spire), Varsovie, suite tragique en trois actes, trois dessins de Gabriel Zendel, Éditions Ophrys, 1955.
- Routes et chemins avec Jean Giono et cinquante-six peintres témoins de leur temps (préface de Jean Giono), 56 illustrations par 56 peintres dont Gabriel Zendel, 2.000 exemplaires, Presses artistiques de France, 1962.
- André Flament, L'événement par soixante peintres - Édition des peintres témpoins de leur temps à l'occasion de leur XIIe exposition, enrichi de vingt lithographies originales éditées par Fernand Mourlot et signées, dont Yvette Alde, Roger Bezombes, Yves Brayer, Jean Carzou, Michel Ciry, Jean Commère, François Desnoyer, Roger Lersy, Kostia Terechkovitch, Gabriel Zendel..., Éditions du Musée Galliera, 1963.
- Henry de Montherlant, Les Célibataires, huit lithographies originales de Gabriel Zendel, Éditions Lidis, Paris, 1964.
- Joseph Kessel, Nuits de Princes, Éditions Lidis, Paris, 1965.

### Affiches d'événements
- Floralies internationales de Paris, 1959.

### Sélection de peintures
- L'église Saint-Nicolas-du-Chardonnet, 1930.
- La Belle Écuyère.
- La Grande Odalisque.
- L'Atelier bleu.
- Fête sur la Seine.

## Expositions

### Expositions de groupe
- Salon des Vrais Indépendants, Paris, 1929, 1930, 1931, 1937, 1946.
- Galerie Carmine, rue de Seine, Paris, 1931.
- Galerie Zak, rue de l’Abbaye, Paris, 1932.
- Salon des indépendants, Paris, de 1934 à 1938 puis à partir de 1945.
- Salon des Tuileries, Paris, de 1934 à 1938 puis de 1945 à 1951.
- Salon d'automne, Paris, de 1934 à 1938 puis à partir de 1945.
- Galerie de Paris, 1935
- Le Prix de Rome en liberté, Galerie Charpentier, rue du Faubourg-Saint-Honoré, Paris, 1936.
- Les jeunes peintres, Galerie des Beaux-Arts, Paris, 1936.
- Premier Salon des jeunes artistes, Paris, février-mars  1937.
- Lausanne, 1937.
- L'art français, Cambridge, Budapest, Sofia, Bucarest, Istanbul, 1939.
- Galerie Max Kaganovitch, Paris, 1939.
- Le Jour V, Galerie Berri-Raspail, Paris, 1945.
- La Marseillaise de la Libération - Exposition sous le patronage d'Yvon Bizardel, directeur des Beaux-Arts, musées et bibliothèques de la ville de Paris, Galerie Roux-Hentschel, Paris, juillet 1945[8].
- Nice, 1947.
- Göteborg et Stockholm, 1948.
- Exposition Prix de Rome en liberté, Galerie Despierre, 1948, avec René-Jean Clot, Jacques Despierre, Francis Gruber, Robert Humblot, André Marchand, Raymond Moisset, Bernard Lorjou, Francis Tailleux et Roger Worms.
- Quinze peintres contemporains, Institut Tessin, rue de Tournon, Paris, 1949.
- Exposition internationale de la gravure, Paris, 1950.
- Salon des peintres témoins de leur temps, Musée Galliera, Paris, à partir de 1951.
- France - Italie, peintres d'aujourd'hui, Palais des beaux-arts, Turin, 1952.
- Lyon, 1952.
- Biennale de Menton 1953, 1955.
- International Art Exhibition, Tokyo, Japon 1953.
- Galerie Allard, rue des Capucines 1954.
- Galerie Charpentier, Paris, L’Ecole de Paris, 1954-1955.
- Musée Galliéra, Paris, Regards sur la peinture contemporaine, 1955.
- Obelisk Gallery, Washington DC, 1955.
- Lille, 1955.
- Galerie Lara Vincy, rue de Seine, Paris, 1955.
- Salon du dessin et de la peinture à l'eau, Paris, 1955.
- Salon de Honfleur, 1955.
- Galerie Legrip, Rouen, 1955.
- Biennale de Trouville, 1958.
- Le pétrole vu par 100 peintres, musée Galliera, Paris, 1959. Toile présentée : Sur le fleuve.[9]
- Art figuratif - Yvette Alde, Bernard Buffet, Jean Carzou, Bernard Lorjou, André Marchand, Michel Patrix, Gabriel Zendel, Galerie Paul Raffray, Paris, mars 1961.
- Salon Confrontation - Alfred Manessier, Pablo Picasso, Gustave Singier, Charles Walch, Gabriel Zendel, église Saint-Philibert, Dijon, 1962.
- L'art et la médecine vus par vingt-quatre peintres - Jean Aujame, Louis Berthomme Saint-André, Yves Brayer, Philippe Cara Costea, Jean Carzou, Roger Chapelain-Midy, Michel Ciry, Pierre Clayette, Édouard Goerg, François Heaulmé, Jean Jansem, Henry de Waroquier, Gabriel Zendel..., Galerie Dulac, Paris, octobre-novembre 1963.
- Salon Confrontation - Bernard Buffet, Roger Crusat, Jean Jansem, Franck Innocent, Jean-Jacques Morvan, Yasse Tabuchi, Gabriel Zendel, Dijon, avril-mai 1965.
- Salon Comparaisons (dates à vérifier).
- Galerie T, "Alde-Carzou-Zendel - Dessins & gravures de la Nouvelle École de Paris", Vannes, 10 décembre 2022-12 février 2023[10].

### Expositions particulières
- Galerie de Paris, 1934[11].
- Galerie Gasser, Cannes, 1942.
- Galerie de Berri, Paris, 1947
- Galerie Durand-Ruel, New York, février-mars 1949[11].
- Galerie Durand-Ruel, Paris, 1950.
- Galerie Drouant-David, Paris, 1952 et 1956.
- Galerie Marcel Guiot, Paris, 1953.
- Obelisk Gallery, Washington, 1956.
- Galerie Bridel, Lausanne 1956.
- Galerie Œillet, Toulouse, 1958.
- Galerie Monique de Groote, Montréal 1958.
- Galerie Carlier, Paris juin 1958[12], juin 1960[13].
- Galerie Klinkhoff, Montréal 1965.
- Galerie Soleils, Paris, 1965.
- Galerie d’Art Matignon, Paris 1972 et 1974.
- Galerie Le Biblion, Toulouse, 1973.
- Galerie d’Art de la Place Beauvau, Paris, 1976 et 1980.
- Fondation Taylor, rue La Bruyère, 1999, Rétrospective.

## Réception critique
- « Avant la guerre il remporta déjà un succès à la Galerie Zak. Depuis il n'a cessé de chercher une harmonie précise entre le dessin et la couleur. Parfois sa palette est très montée dans les tons chauds. Il sait bien qu'un bon tableau a besoin de vieillir. » - René Barotte[1]
- « Gabriel Zendel a su se créer un monde bien à lui, éclairé par une lumière froide, fixe, qui transfigure étrangement toute chose. » - Henri Héraut[12]
- « Solidité pondérée de l'art de Zendel dont le graphisme reste toujours marqué par le cubisme. Cependant, il tente maintenant de suggérer le relief par l'emploi d'une matière empâtée, sensuelle, qui n'est pas sans posséder une certaine présence. Fleurs, vues de mer, natures mortes et clowns, tels sont les prétextes de ses peintures récentes, mélancoliques dans leur poésie et leur lumière. » - Henry Galy-Carles[13]
- « Zendel saisit les richesses à portée de nos sens, l'offrande quotidienne, la femme, les fruits, un paysage, la musique et cette merveilleuse et impalpable libéralité: la lumière. Le support de son art l'entoure: l'auteur évolue au centre de son sujet. Son penchant pour le beau incline ses recherches vers le domaine de la couleur féérique, couleur possédant l'éclat des gemmes et la densité du cristal. La structure de l'ensemble, la "taille" de la forme ajoutent à cette impression que renforce encore la clarté du jour: elle diamante l'objet. Le signe en peinture est d'abord repos, immobilité, attente, Zendel le sait, l'invention chez lui ne fait point naître le désordre, mais un tableau, œuvre fragile comme le bonheur, œuvre dont la durée est confiée aux soins attentifs des hommes sensibles épris de beaux-arts. » - Jean Chabanon[14]
- « Beaucoup d'invention plastique, des couleurs aux éclats de gemme, une palette dans le haut de la gamme, montée dans les tons chauds, un graphisme dur et solide qui a pris sa source dans le cubisme. » - Gérald Schurr[15]
- « À partir de 1950, son art se situa résolument dans la ligne post-cubiste. Il campe fortement les quelques formes, personnages, souvent des clowns, ou paysages familiers qui lui sont chers, de Paris, de Bourgogne, de Honfleur. À son style graphique si particulier, robuste et comme paysan, s'allie curieusement une palette haute de couleur, dans les jaunes citron et les rouges groseille, et presque tendre. » - Dictionnaire Bénézit[16]

## Musées et collections publiques
- Musée d'art moderne de la ville de Paris.
- Petit Palais, Paris.
- Légation de France à Vienne.
- Musée des beaux-arts de Rennes, Le phare, Pointe de Saint-Mathieu, Finistère, huile sur toile..
- Musée des beaux-arts de Libourne, Paysage et Le trio, huiles sur toiles.
- Musée municipal Frédéric Blandin, Nevers, Chasseurs, huile sur toile.
- Musée d'art moderne et contemporain de Saint-Étienne.
- Musée des beaux-arts de Dunkerque, Guinguette à Ris-Orangis, huile sur toile.
- Musée des beaux-arts de Lyon, Le marchand de jouets, huile sur toile.
- Musée Eugène-Boudin de Honfleur.
- Musée d'art moderne André-Malraux, Le Havre, Nature morte au fond rouge, huile sur toile.
- Musée Denys-Puech, Rodez, Nature morte, huile sur toile.
- Musée des beaux-arts du Palais Carnolès, Menton[17].
- Musée d'art et d'histoire du judaïsme, Paris, Le cirque, lithographie originale.
- Centre national des arts plastiques, dont dépôt: Palais de l'Europe, Strasbourg, Nature morte au compotier de cristal, huile sur toile.

## Reconnaissance

### Prix
- Prix du Festival de Cannes, 1946[11].
- Prix de la Biennale de Menton[17].
- Grand Prix de la Biennale de Trouville, 1968[18].
- Grand Prix des Peintres témoins de leur temps

### Distinctions
- Chevalier de la Légion d'honneur.
- Chevalier de l'ordre des Arts et des Lettres.
- Médaille d’argent et médaille de vermeil de la Ville de Paris.
- Chevalier du Mérite agricole.

### Hommages
- La Fondation Taylor fait mémoire de notre artiste en décernant annuellement un Prix Gabriel-Zendel.

## Élèves
- Elias Friedensohn (New York 1924 - Leonia 1991)[19].